# 屁
屁（fart）是動物消化道肛門排出的氣體。放屁（farting）亦稱矢氣，俗稱放瓦斯，則是由肛門排出腸道氣體的過程。有研究指出，牛羊等反芻動物放屁所產生的甲烷可能導致全球暖化。

## 屁与食物
屁的气味和产量与食物有重大的关系。
当食物蛋白质含量较高（如肉类），屁中硫化氢、吲哚和粪臭素的含量升高，此时屁有明显的臭味；当食物淀粉含量较高（如薯类），屁中二氧化碳含量升高，此时屁量明显增多。因为二氧化碳的增加量明显大于硫化氢、吲哚和粪臭素，而且气压增大时，放屁的气流速度也增大，放屁的声音也就更响，但是二氧化碳没有气味，所以有“响屁不臭，臭屁不响”和“响屁不臭闷屁臭”的说法。
某些食物因其内含有的特殊物质，可以使屁的产量提高或者气味改变，比如：
1. 红薯：含有气化酶，在胃酸的作用下容易产生大量的二氧化碳气体。
2. 白萝卜：其成分淀粉酶和木质素会疏理肠气[來源請求]，所以生吃会放屁，而且有特殊臭气，俗称“萝卜屁”。
3. 洋葱、韭菜、大蒜：含有刺激性物质，过量食用会使屁有洋葱、韭菜、大蒜气味。
4. 大豆等豆类：含有大量寡糖和蛋白质，可以产生大量的气体和恶臭物质，故屁多而臭。

## 屁与健康
正常人每天都會放屁5至20次，约排出1000毫升左右的气体。屁的气味、多少都能指示消化道的健康状况。
若屁多但一點也不臭，可能有胃炎、消化性溃疡等胃部疾病及肝、胆、胰疾病等。
若屁多且很臭，可能有消化不良。
若屁奇臭难闻，可能有消化道出血、菌痢、阿米巴痢疾、溃疡性结肠炎、出血性小肠炎等炎症。此外，恶性肿瘤晚期，因癌肿组织糜烂，蛋白质腐败，由于细菌的作用，放出的屁也会很臭。
若无屁或少屁，并有如腹痛、腹胀、便秘、肠鸣音亢进或消失、气过水声等症状，则可能是肠梗阻。此外，腹部手术者，其肠蠕动会出现反射性抑制，胃肠内气体和液体滞积，也会出现无屁的情况

## 俚语
中文中放屁可以指：
- 从肛门排出臭气（屁）的行为或动作。
- 骂人的话，用以比喻说话没有根据或不合情理。近义的同源用语还有：“屁！”、“狗屁！”、“放狗屁！”等。
- 眷村黑話中，有嗝屁這個詞：意同「掛點」。死去、倒下、壞掉。（此俚语极轻佻，甚至含嘲讽及幸灾乐祸意，故不可用于尊敬者或亲朋好友。）

## 屁与艺术

### 与屁有关的电影
- 《霹雳神裤》（Thunderpants）（页面存档备份，存于），导演：[美]彼得·休伊特（Peter Hewitt）

### 与屁有关的书籍
- 《尴尬的气味——人类排气的文化史》（WHO CUT THE CHEESE: A Cultural History of the Fart ），作者：[美]吉姆·道森（Jim Dawson）

## 闻屁
闻屁是指嗅闻人类或其他动物的屁的行为。中国媒体曾报道有闻屁师这一职业。

## 参看
- 放屁師
- 点燃屁

## 外部連結
- The Merck Manual of Diagnosis and Therapy, Gas（页面存档备份，存于）
- Dictionary of Fart Slang（页面存档备份，存于）
- The Great Fart Survey (simple statistical analysis of flatulence in youths) produced by Australian Broadcasting Corporation youth website, Rollercoaster)